# Клоуз, Кэролайн Морган
Кэролайн Морган Клоуз (англ. Caroline Morgan Clowes; 1838—1904) — американская художница, представительница Школы реки Гудзон.

## Биография
Родилась 3 марта 1838 года в Хемпстеде, Лонг-Айленд, штат Нью-Йорк, где в конца XVII века были поселенцами её предки.
Вскоре после её рождения родители семья Кэролайн: отец Уильям Джонс Клоуз, мать Элизабет Энн Харт Клоуз и старшая сестра Лидия (1836—1931) переехали в местечко недалеко от города Монтиселло, где у отца был земельный бизнес. Клоуз было два года, когда в 1840 году умерла её мать. Девочек воспитывали родственники: Лидию — тетя по материнской линии в Виргинии, Кэролайн — дядя по материнской линии, живший в городе Лагранже, штат Нью-Йорк.

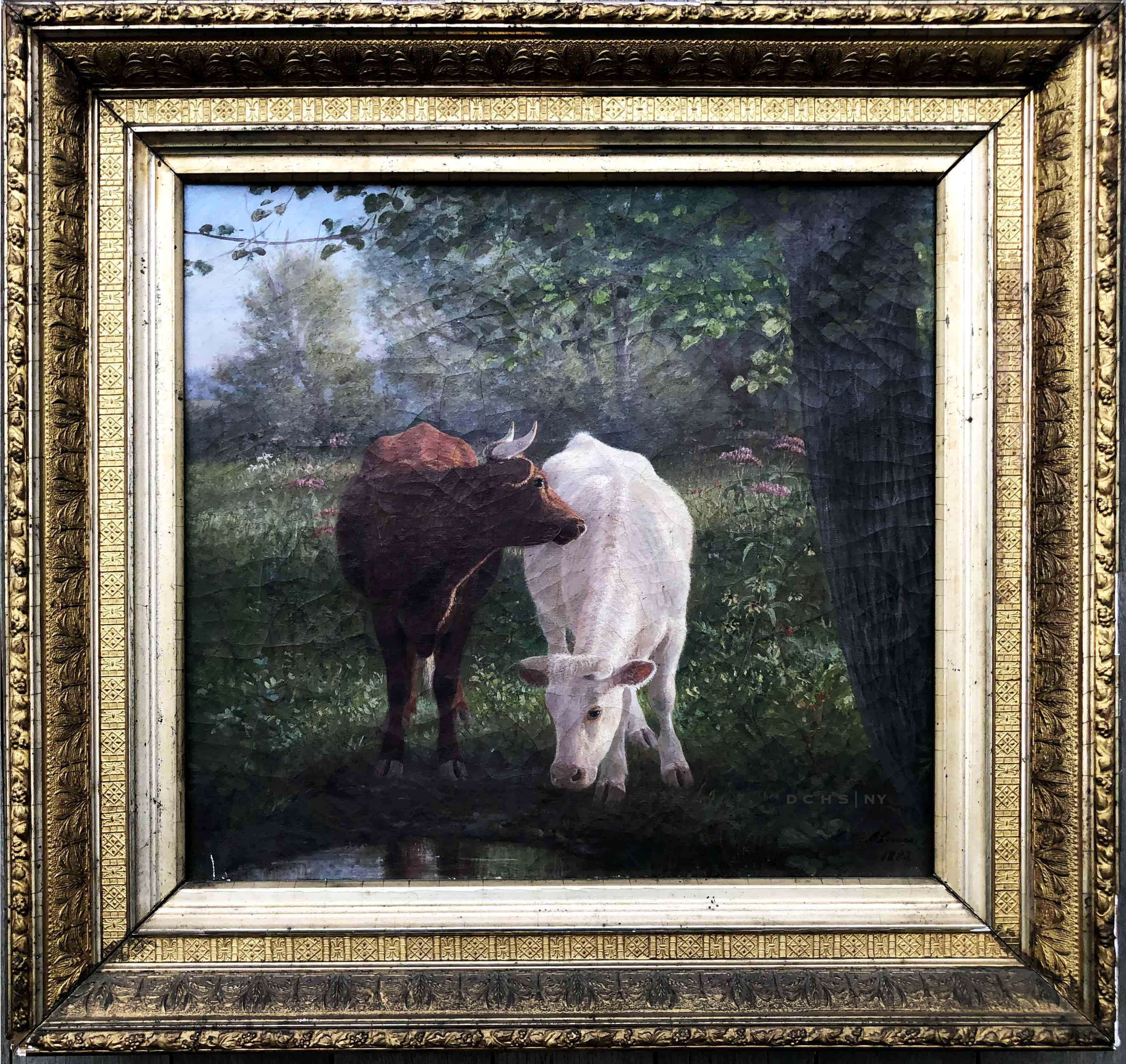
Картина Two Cows at the Wappinger Creek'

Увлёкшись рисованием, к шестнадцати годам работы Кэролайн были выставлены в Покипси, штат Нью-Йорк. Она училась в Poughkeepsie Female Academy и брала уроки живописи у известного художника школы реки Гудзон Фредерика Ронделя (Frederick Rondel), когда она жила в Покипси между 1863 и 1868 годами под покровительством Мэтью Вассара.
Известность художницы резко выросла после окончания гражданской войны в США. Она выставлялась в Национальной академии дизайна, а также в других крупных городах страны.
Работы художницы находятся в музеях США и частных коллекциях.
Умерла 16 ноября 1904 года в Лагранже. Была похоронена на городском кладбище LaGrange Rural Cemetery.